# Войо Убипарип
Войо Убипарип (серб. Vojo Ubiparip, нар. 10 травня 1988, Новий Сад) — сербський футболіст, нападник клубу «Желєзнічар». Виступав, зокрема, за клуби «Воєводина» та «Лех», а також молодіжну збірну Сербії. Чемпіон Польщі. Володар Суперкубка Польщі. 

## Клубна кар'єра
У дорослому футболі дебютував 2006 року виступами за команду клубу «Воєводина», в якій провів два сезони, взявши участь у 6 матчах чемпіонату. 
Згодом з 2006 по 2010 рік грав у складі команд клубів «Пролетер», «Борац» (Чачак), «ЧСК Пивара», «Златибор B Вода» та «Спартак» (Суботиця).
Своєю грою за останню команду привернув увагу представників тренерського штабу клубу «Лех», до складу якого приєднався 18 січня 2011 року, підписавши 4,5-річний контракт. У 2015 році разом з командою став переможцем чемпіонату Польщі. Відіграв за команду з Познані наступні чотири сезони своєї ігрової кар'єри. Зрештою польський клуб вирішив не продовжувати контракту з сербом, тому він на правах вільного агента 7 серпня 2015 року перейшов до першолігового «Вашаша» (Будапешт), кольори якого захищав протягом двох наступних років. Весняну частину сезону 2015/16 років провів у клубі «Нові-Пазар» з сербської Суперліги. Влітку 2016 року підписав контракт з клубом «Гурник» (Ленчна), який виступав в Екстраклясі.
До складу клубу «Желєзнічар» приєднався 2017 року. Станом на 1 жовтня 2014 відіграв за команду із Сараєва 5 матчів в національному чемпіонаті.

## Виступи за збірну
2010 року залучався до складу молодіжної збірної Сербії. На молодіжному рівні зіграв у 2 офіційних матчах, забив 1 м'яч.

## Досягнення
«Воєводина»
- Суперліга (Сербія)
  -  Бронзовий призер (1): 2006/07

«Лех» (Познань)
- Екстракляса
  -  Чемпіон (1): 2014/15
  -  Срібний призер (2): 2012/13, 2013/14

- Кубок Польщі:
  -  Фіналіст (2): 2010/11, 2014/15

- Суперкубок Польщі
  -  Володар (1): 2015

«Желєзнічар»
- Кубок Боснії і Герцеговини
  -  Володар (1): 2017/18